# Петдесет и четвърти пехотен битолски полк
Петдесет и четвърти пехотен битолски полк е български пехотен полк, формиран през 1912 година и взел участие в Балканската, Междусъюзническата, Първата и Втората световна война.

## Формиране
Петдесет и четвърти пехотен битолски полк е формиран на 17 септември 1912 година в Свищов под името Петдесет и четвърти пехотен полк от по две дружини на 33-ти пехотен свищовски и 34-ти пехотен троянски полк, и е подчинен на 9-а пехотна плевенска дивизия.  На 22 септември 1912 г. в 17 часа полкът е изпратен тържествено в Ловеч.

## Балкански войни (1912 – 1913)
Полкът взема участие в Балканската война (1912 – 1913). На 3 октомври 1912 г. в с. Градец на празничен молебен и специално тържество е връчено бойното знаме на полка – знамето на Еленска №21 пеша дружина. На 4 октомври полкът заема район за съсредоточаване в село Гердеме. На 5 октомври преминава турската граница при село Козлуджа и настъпва в посока Одрин. Преминава през Буюк Исмаил, Провадия, Таушан Кукуджукьой, Кара Юсуф и Сазла. На 1 ноември 3-та бригада на 9-а пехотна плевенска дивизия в състав 53-ти и 54-ти пехотни полкове заема позиция на Източния сектор на обсадата на Одринската крепост. През следващия ден полкът участва в атаката на турските позиции при Мусубейли и укреплението „Маслака“ пред порт Айваз-Баба. До самото примирие 54-ти полк остава на позиция при Кара Юсуф и има за задача да блокира турските войски на Южния сектор на обсадата. По време на примирието 54-ти полк е прехвърлен на Източния сектор на обсадата на Одрин. Взема участие в предотвратяването на опита на турските части да организират излаз от крепостта на 26, 27 и 28 януари 1913 г.
През май 1913 г. две дружини от полка стават основата за създаването на 62-ри пехотен полк.

## Първа световна война (1915 – 1918)
По време на Първата световна война (1915 – 1918) полкът е формиран на 12 септември 1915 г. в град Самоков в четиридружинен състав и придаден към 3-та бригада на 7-а пехотна рилска дивизия].
При включването на България във войната полкът разполага със следния числен състав, добитък, обоз и въоръжение:
| Числен състав                                       | Добитък   | Обоз         | Въоръжение                           |
| --------------------------------------------------- | --------- | ------------ | ------------------------------------ |
| Офицери: 47 Чиновници: 5 Подофицери и войници: 3904 | Коне: 694 | Товарни: 517 | Пушки и карабини: 3407 Картечници: 4 |

На 12 декември 1917 г. от части на 16–и, 53–и и 54–и пехотен полк се формира 4-ти планински пехотен полк. По време на войната се сражава в завоя на Черна, при кота 1050 и с англичаните при река Струма. Демобилизиран и разформирован е на 15 октомври 1918 г.

## Втора световна война (1941 – 1945)
Формиран е отново на основание указ № 6 от 3 март 1943 г. в град Битоля и оперативно придаден към 15-а пехотна охридска дивизия. На 9 септември 1944 г. полкът започва да се изтегля към България, като участва във военни действия срещу отстъпващите германски войски. Командир на полка през 1943 е полковник Александър Цанев. Съгласно служебно писмо № М-201 от 7 октомври 1944 г. полкът започва да се разформира. За ликвидирането на полка, както и на частите придадени към него, се формира Ликвидационно бюро в Дупница, подчинено на началника на 7-а дивизионна област. На 25 октомври 1944 г. в с. Самораново, Дупнишко е обявен протокол, с който се постановява унищожаването на архивите от 1941 г. до 1944 г. поради изтеглянето от Македония. На 20 ноември 1944 г. Ликвидационното бюро се намира на гара Мездра, където се премества с оглед удобството за мнозинството запасни чинове.
След оттеглянето от Македония, в изпълнение на служебно писмо №М-201/07.10.1944 г. за разформиране на 5-а армия и подчинените ѝ части, 54-ти пех. полк се разформира.
През октомври 1944 г. е разформирован.

## Наименования
През годините полкът носи различни имена според претърпените реорганизации:
- Петдесет и четвърти пехотен полк (17 септември 1912 – 1913, 12 септември 1915 – 15 октомври 1918)
- Петдесет и четвърти пехотен битолски полк (3 март 1943 – 7 октомври 1944)

## Командири
Званията са към датата на заемане на длъжността.
| №  | звание       | име              | дати                                |
| -- | ------------ | ---------------- | ----------------------------------- |
| 1. | Подполковник | Евлогий Халачев  | 5 септември 1912 – 26 октомври 1912 |
| 2. | Подполковник | Марин Цонков     | от 26 октомври 1912                 |
| 3. | Подполковник | Димитров         | Балкански войни (временен)          |
| 4. | Подполковник | Христо Лефтеров  | 1915 – 1916                         |
| 5. | Подполковник | Атанас Каишев    | 1916 – 1917                         |
| 6. | Подполковник | Сава Петров      | от 1917                             |
| 7. | Полковник    | Александър Цанев | 3 март 1943 – октомври 1944         |